# Ligue 1 2015-16
La Ligue 1 2015-16 fue la septuagésima octava edición de la Liga francesa de fútbol y la edición anterior a la Eurocopa que se disputó en Francia en 2016. Esta temporada cuenta con un debutante en la máxima categoría, el GFCO Ajaccio. El París Saint-Germain es el campeón vigente, revalidando su título en la temporada 2015-2016 consiguiendo así ganar las 4 últimas ediciones del torneo.
Para esta temporada, la LFP cambió el sistema de competición: solo descenderán dos equipos (en vez de los 3 habituales hasta ahora) a la Ligue 2, y en consecuencia, solo ascenderán dos equipos de la categoría de plata, donde se aplicará el mismo cambio en la normativa. Sin embargo, el 13 de agosto de 2015, el Consejo de Estado decidió, a solicitud de la Federación Francesa de Fútbol, mantener los 3 descensos en la Ligue 1 y los tres ascensos en la Ligue 2 hasta una próxima resolución. El calendario de partidos fue sorteado el 18 de junio.

## Equipos

### Ascensos y descensos
| Pos  | Descendidos de Ligue 1 |
| ---- | ---------------------- |
| 18.º | Évian                  |
| 19.º | Metz                   |
| 20.º | Racing Lens            |

| Pos. | Ascendidos de Ligue 2 |
| ---- | --------------------- |
| 1.º  | Troyes                |
| 2.º  | Ajaccio               |
| 3.º  | Angers                |

### Información de los equipos
| Equipo                 | Ciudad        | Entrenador          | Estadio                    | Aforo  | Marca   | Patrocinador                    |
| ---------------------- | ------------- | ------------------- | -------------------------- | ------ | ------- | ------------------------------- |
| GFCO Ajaccio           | Ajaccio       | Thierry Laurey      | Stade Ange Casanova        | 3 200  | Macron  | Carrefour, Casino Ajaccio       |
| Angers SCO             | Angers        | Stéphane Moulin     | Stade Jean-Bouin           | 18 000 | Kappa   | Scania                          |
| SC Bastia              | Bastia        | François Ciccolini  | Stade Armand Cesari        | 16 480 | Kappa   | Oscaro                          |
| SM Caen                | Caen          | Patrice Garande     | Stade Michel d'Ornano      | 21 215 | Nike    | GDE Recyclage                   |
| Girondins              | Burdeos       | Ulrich Ramé         | Stade Matmut Atlantique    | 43 000 | Puma    | Kia                             |
| EA Guingamp            | Guingamp      | Jocelyn Gourvennec  | Stade du Roudourou         | 18 126 | Patrick | Celtigel                        |
| Lille OSC              | Lille         | Frédéric Antonetti  | Stade Pierre-Mauroy        | 50 186 | Nike    | Groupe Partouche                |
| FC Lorient             | Lorient       | Sylvain Ripoll      | Stade du Moustoir          | 18 890 | Adidas  | B&B Hoteles                     |
| Olympique de Lyon      | Lyon          | Bruno Génésio       | Stade de Gerland y Parc OL | 41 842 | Adidas  | Hyundai                         |
| Olympique de Marsella  | Marsella      | Franck Passi        | Stade Vélodrome            | 67 000 | Adidas  | Intersport                      |
| AS Monaco              | Mónaco        | Leonardo Jardim     | Stade Louis II             | 18 500 | Nike    | Fedcom                          |
| Montpellier Hérault SC | Montpellier   | Frédéric Hantz      | Stade de la Mosson         | 32 939 | Nike    | Sud de France                   |
| FC Nantes              | Nantes        | Michel Der Zakarian | Stade de la Beaujoire      | 38 285 | Umbro   | Synergie                        |
| OGC Niza               | Niza          | Claude Puel         | Allianz Riviera            | 35 624 | Burrda  | Mutuelles du Soleil             |
| París Saint-Germain    | París         | Laurent Blanc       | Parc des Princes           | 48 712 | Nike    | Emirates, Qatar Investment Fund |
| Stade Rennais          | Rennes        | Rolland Courbis     | Roazhon Park               | 31 127 | Puma    | Samsic                          |
| AS Saint-Étienne       | Saint-Étienne | Christophe Galtier  | Stade Geoffroy-Guichard    | 38 458 | Adidas  | Winamax                         |
| Stade de Reims         | Reims         | David Guion         | Stade Auguste Delaune      | 21 684 | Hummel  | Sanei Ascenseurs                |
| Toulouse FC            | Toulouse      | Pascal Dupraz       | Stadium Municipal          | 35 470 | Kappa   | Triangle Interim                |
| ES Troyes AC           | Troyes        | Mohamed Bradja      | Stade de l'Aube            | 20 400 | Kappa   | Afflelou                        |

### Cambios de entrenadores
| Equipo                | Entrenador (jornadas)                                                   |
| --------------------- | ----------------------------------------------------------------------- |
| Olympique de Marsella | Marcelo Bielsa (1) Franck Passi (2, 35-38) Míchel González (3-34)       |
| Lille OSC             | Hervé Renard (1-13) Patrick Collot (14) Frédéric Antonetti (15-38)      |
| ES Troyes AC          | Jean-Marc Furlan (1-16) Mohamed Bradja (17, 25-38) Claude Robin (18-24) |
| Montpellier HSC       | Rolland Courbis (1-19) Pascal Baills (20-22) Frédéric Hantz (23-38)     |
| Olympique de Lyon     | Hubert Fournier (1-19) Bruno Génésio (20-38)                            |
| Stade Rennais         | Philippe Montanier (1-21) Rolland Courbis (22-38)                       |
| SC Bastia             | Ghislain Printant (1-22) François Ciccolini (23-38)                     |
| Toulouse FC           | Dominique Arribagé (1-28) Mickaël Debève (29) Pascal Dupraz (30-38)     |
| Girondins de Burdeos  | Willy Sagnol (1-30) Ulrich Ramé (31-38)                                 |
| Stade de Reims        | Olivier Guégan (1-35) David Guion (36-38)                               |

### Equipos porregión
| \| Región \| N.º \| Equipos \| \| ------------------------- \| --- \| ----------------------------- \| \| Bretaña \| 3 \| EA Guingamp, Lorient y Rennes \| \| Ródano-Alpes \| 2 \| Lyon y Saint-Étienne \| \| Córcega \| 2 \| GFCO Ajaccio y SC Bastia \| \| Provenza-Alpes-Costa Azul \| 2 \| Marsella y Niza \| \| Champaña-Ardenas \| 2 \| Troyes y Stade de Reims \| \| Países del Loira \| 2 \| FC Nantes y Angers SCO \| \| Norte-Paso de Calais \| 1 \| Lille OSC \| \| Aquitania \| 1 \| Girondins \| \| Isla de Francia \| 1 \| París Saint-Germain \| \| Mónaco \| 1 \| AS Mónaco \| \| Languedoc-Rosellón \| 1 \| Montpellier HSC \| \| Mediodía-Pirineos \| 1 \| Toulouse FC \| \| Baja Normandía \| 1 \| SM Caen \| |     | París Saint-Germain AS Mónaco Lille OSC AS Saint-Étienne Olympique de Lyon Olympique de Marsella Girondins de Burdeos Montpellier Troyes Rennes SC Bastia EA Guingamp FC Nantes GFCO Ajaccio SM Caen FC Lorient OGC Niza Stade de Reims Toulouse FC Angers SCO |
| Región | N.º | Equipos |
| Bretaña | 3   | EA Guingamp, Lorient y Rennes |
| Ródano-Alpes | 2   | Lyon y Saint-Étienne |
| Córcega | 2   | GFCO Ajaccio y SC Bastia |
| Provenza-Alpes-Costa Azul | 2   | Marsella y Niza |
| Champaña-Ardenas | 2   | Troyes y Stade de Reims |
| Países del Loira | 2   | FC Nantes y Angers SCO |
| Norte-Paso de Calais | 1   | Lille OSC |
| Aquitania | 1   | Girondins |
| Isla de Francia | 1   | París Saint-Germain |
| Mónaco | 1   | AS Mónaco |
| Languedoc-Rosellón | 1   | Montpellier HSC |
| Mediodía-Pirineos | 1   | Toulouse FC |
| Baja Normandía | 1   | SM Caen |

## Clasificación
| Pos. | Equipo                  | Pts. | PJ | G  | E  | P  | GF  | GC | Dif. | Clasificación o descenso                             |
| ---- | ----------------------- | ---- | -- | -- | -- | -- | --- | -- | ---- | ---------------------------------------------------- |
| 1    | París Saint-Germain (C) | 96   | 38 | 30 | 6  | 2  | 102 | 19 | +83  | Fase de grupos de la Liga de Campeones               |
| 2    | Olympique de Lyon       | 65   | 38 | 19 | 8  | 11 | 67  | 43 | +24  | Fase de grupos de la Liga de Campeones               |
| 3    | Mónaco                  | 65   | 38 | 17 | 14 | 7  | 57  | 50 | +7   | Tercera ronda clasificatoria de la Liga de Campeones |
| 4    | Niza                    | 63   | 38 | 18 | 9  | 11 | 58  | 41 | +17  | Fase de grupos de la Liga Europa                     |
| 5    | Lille                   | 60   | 38 | 15 | 15 | 8  | 39  | 27 | +12  | Tercera ronda clasificatoria de la Liga Europa       |
| 6    | Saint-Étienne           | 58   | 38 | 17 | 7  | 14 | 42  | 37 | +5   | Tercera ronda clasificatoria de la Liga Europa       |
| 7    | Caen                    | 54   | 38 | 16 | 6  | 16 | 39  | 52 | −13  |                                                      |
| 8    | Stade Rennes            | 52   | 38 | 13 | 13 | 12 | 52  | 54 | −2   |                                                      |
| 9    | Angers                  | 50   | 38 | 13 | 11 | 14 | 40  | 38 | +2   |                                                      |
| 10   | Bastia                  | 50   | 38 | 14 | 8  | 16 | 36  | 42 | −6   |                                                      |
| 11   | Girondins de Burdeos    | 50   | 38 | 12 | 14 | 12 | 50  | 57 | −7   |                                                      |
| 12   | Montpellier             | 49   | 38 | 14 | 7  | 17 | 49  | 47 | +2   |                                                      |
| 13   | Olympique de Marsella   | 48   | 38 | 10 | 18 | 10 | 48  | 42 | +6   |                                                      |
| 14   | Nantes                  | 48   | 38 | 12 | 12 | 14 | 33  | 45 | −12  |                                                      |
| 15   | Lorient                 | 46   | 38 | 11 | 13 | 14 | 47  | 58 | −11  |                                                      |
| 16   | EA Guingamp             | 44   | 38 | 11 | 11 | 16 | 47  | 56 | −9   |                                                      |
| 17   | Toulouse                | 40   | 38 | 9  | 13 | 16 | 45  | 55 | −10  |                                                      |
| 18   | Stade de Reims (D)      | 39   | 38 | 10 | 9  | 19 | 44  | 57 | −13  | Descenso de categoría                                |
| 19   | Gazélec Ajaccio (D)     | 37   | 38 | 8  | 13 | 17 | 37  | 58 | −21  | Descenso de categoría                                |
| 20   | Troyes (D)              | 18   | 38 | 3  | 9  | 26 | 28  | 83 | −55  | Descenso de categoría                                |

 Fuente: Marca.com y Lfp.fr
Notas:
1. 1 2  Debido a que el ganador de la Copa de Francia 2015-16 y la Copa de la Liga de Francia 2015-16 (París Saint-Germain) se clasificó para la Liga de Campeones, el cupo por ganar la Copa de Francia (fase de grupos de la Liga Europa 2016-17) pasó al 4° clasificado y el de la Copa de la Liga (tercera ronda clasificatoria de la Liga Europa 2016-17) pasó al 6° clasificado. El 5° clasificado recibió el cupo que originalmente estaba destinado al 4° clasificado.

### Evolución de las posiciones
| Equipo / Jornada       | 1  | 2  | 3  | 4  | 5  | 6  | 7  | 8  | 9  | 10 | 11 | 12 | 13 | 14 | 15 | 16 | 17 | 18 | 19 | 20 | 21 | 22 | 23 | 24 | 25 | 26 | 27 | 28 | 29 | 30 | 31 | 32 | 33 | 34 | 35 | 36 | 37 | 38 |
| Equipo / Jornada       |    |    |    |    |    |    |    |    |    |    |    |    |    |    |    |    |    |    |    |    |    |    |    |    |    |    |    |    |    |    |    |    |    |    |    |    |    |    |
| ---------------------- | -- | -- | -- | -- | -- | -- | -- | -- | -- | -- | -- | -- | -- | -- | -- | -- | -- | -- | -- | -- | -- | -- | -- | -- | -- | -- | -- | -- | -- | -- | -- | -- | -- | -- | -- | -- | -- | -- |
| París Saint-Germain5   | 8  | 1  | 1  | 1  | 1  | 1  | 1  | 1  | 1  | 1  | 1  | 1  | 1  | 1  | 1  | 1  | 1  | 1  | 1  | 1  | 1  | 1  | 1  | 1  | 1  | 1  | 1  | 1  | 1  | 1  | 1  | 1  | 1  | 1  | 1  | 1  | 1  | 1  |
| Olympique de Lyon      | 12 | 7  | 12 | 5  | 6  | 7  | 4  | 8  | 6  | 6  | 5  | 2  | 2  | 2  | 4  | 4  | 5  | 6  | 9  | 6  | 9  | 9  | 11 | 10 | 6  | 5  | 5  | 3  | 3  | 4  | 4  | 3  | 2  | 3  | 2  | 2  | 2  | 2  |
| Mónaco                 | 2  | 6  | 8  | 13 | 8  | 11 | 10 | 9  | 10 | 10 | 8  | 6  | 9  | 6  | 7  | 6  | 4  | 3  | 2  | 3  | 2  | 2  | 2  | 2  | 2  | 2  | 2  | 2  | 2  | 2  | 2  | 2  | 3  | 2  | 3  | 3  | 3  | 3  |
| Niza2                  | 16 | 13 | 9  | 11 | 15 | 9  | 8  | 7  | 8  | 5  | 6  | 7  | 6  | 4  | 6  | 5  | 7  | 5  | 5  | 4  | 4  | 3  | 4  | 3  | 3  | 3  | 3  | 5  | 4  | 3  | 3  | 5  | 4  | 4  | 4  | 5  | 4  | 4  |
| Lille1                 | 19 | 16 | 16 | 12 | 13 | 14 | 13 | 15 | 12 | 13 | 15 | 16 | 16 | 17 | 18 | 18 | 13 | 11 | 11 | 13 | 14 | 14 | 15 | 14 | 15 | 13 | 12 | 15 | 14 | 9  | 9  | 7  | 7  | 6  | 6  | 6  | 6  | 5  |
| Saint-Étienne          | 13 | 14 | 11 | 7  | 4  | 3  | 2  | 2  | 5  | 4  | 4  | 4  | 5  | 7  | 5  | 7  | 6  | 7  | 6  | 7  | 5  | 6  | 8  | 5  | 4  | 4  | 4  | 7  | 7  | 8  | 7  | 6  | 6  | 5  | 5  | 4  | 5  | 6  |
| Caen                   | 6  | 3  | 6  | 9  | 5  | 4  | 7  | 6  | 3  | 3  | 3  | 5  | 3  | 3  | 2  | 2  | 3  | 4  | 4  | 5  | 7  | 7  | 5  | 6  | 8  | 10 | 7  | 4  | 6  | 7  | 6  | 8  | 9  | 9  | 9  | 10 | 8  | 7  |
| Stade Rennes           | 15 | 9  | 5  | 3  | 2  | 2  | 3  | 3  | 4  | 7  | 7  | 9  | 8  | 8  | 8  | 10 | 10 | 10 | 7  | 8  | 6  | 4  | 6  | 9  | 9  | 7  | 8  | 6  | 5  | 5  | 5  | 4  | 5  | 7  | 7  | 7  | 7  | 8  |
| Angers                 | 1  | 4  | 3  | 4  | 7  | 6  | 6  | 5  | 2  | 2  | 2  | 3  | 4  | 5  | 3  | 3  | 2  | 2  | 3  | 2  | 3  | 5  | 3  | 4  | 5  | 8  | 9  | 9  | 9  | 12 | 10 | 9  | 8  | 8  | 8  | 8  | 9  | 9  |
| Bastia3                | 4  | 5  | 2  | 6  | 9  | 15 | 15 | 11 | 13 | 15 | 16 | 15 | 15 | 18 | 17 | 16 | 18 | 17 | 16 | 16 | 15 | 15 | 13 | 15 | 14 | 12 | 14 | 11 | 11 | 13 | 11 | 11 | 11 | 12 | 14 | 14 | 14 | 10 |
| Bordeaux5              | 14 | 15 | 14 | 10 | 12 | 13 | 16 | 12 | 14 | 14 | 13 | 14 | 11 | 13 | 14 | 17 | 12 | 14 | 14 | 12 | 10 | 11 | 7  | 11 | 11 | 9  | 10 | 12 | 12 | 14 | 14 | 12 | 12 | 13 | 15 | 12 | 10 | 11 |
| Montpellier            | 20 | 20 | 19 | 19 | 19 | 19 | 20 | 18 | 18 | 18 | 17 | 17 | 17 | 14 | 13 | 15 | 16 | 13 | 15 | 15 | 16 | 18 | 17 | 18 | 18 | 16 | 15 | 14 | 15 | 15 | 16 | 16 | 16 | 16 | 11 | 11 | 11 | 12 |
| Olympique de Marsella4 | 17 | 19 | 13 | 15 | 11 | 12 | 12 | 14 | 16 | 16 | 14 | 12 | 13 | 12 | 11 | 8  | 9  | 9  | 10 | 11 | 8  | 8  | 10 | 8  | 10 | 11 | 11 | 13 | 13 | 10 | 12 | 13 | 14 | 15 | 16 | 13 | 13 | 13 |
| Nantes1 2 3            | 7  | 8  | 4  | 8  | 10 | 16 | 17 | 17 | 15 | 12 | 10 | 10 | 10 | 11 | 10 | 11 | 11 | 12 | 13 | 10 | 11 | 10 | 9  | 7  | 7  | 6  | 6  | 8  | 8  | 6  | 8  | 10 | 10 | 10 | 10 | 9  | 12 | 14 |
| Lorient                | 11 | 12 | 15 | 18 | 17 | 10 | 9  | 10 | 9  | 9  | 9  | 8  | 7  | 9  | 9  | 9  | 8  | 8  | 8  | 9  | 12 | 12 | 12 | 12 | 12 | 14 | 13 | 10 | 10 | 11 | 13 | 14 | 13 | 11 | 13 | 16 | 16 | 15 |
| Guingamp               | 18 | 18 | 20 | 16 | 14 | 8  | 11 | 13 | 11 | 11 | 12 | 11 | 12 | 10 | 12 | 14 | 17 | 18 | 18 | 19 | 18 | 16 | 14 | 13 | 13 | 15 | 16 | 16 | 17 | 16 | 15 | 15 | 15 | 14 | 12 | 15 | 15 | 16 |
| Toulouse               | 5  | 10 | 10 | 14 | 16 | 17 | 14 | 16 | 17 | 17 | 18 | 19 | 19 | 19 | 19 | 19 | 19 | 19 | 19 | 18 | 19 | 19 | 19 | 19 | 19 | 19 | 19 | 19 | 19 | 19 | 19 | 19 | 19 | 19 | 19 | 19 | 17 | 17 |
| Stade de Reims         | 3  | 2  | 7  | 2  | 3  | 5  | 5  | 4  | 7  | 8  | 11 | 13 | 14 | 15 | 15 | 12 | 14 | 15 | 17 | 17 | 17 | 17 | 18 | 16 | 16 | 17 | 17 | 17 | 16 | 17 | 17 | 17 | 17 | 17 | 18 | 18 | 19 | 18 |
| Gazélec Ajaccio4       | 10 | 17 | 18 | 20 | 20 | 20 | 19 | 20 | 20 | 20 | 19 | 18 | 18 | 16 | 16 | 13 | 15 | 16 | 12 | 14 | 13 | 13 | 16 | 17 | 17 | 18 | 18 | 18 | 18 | 18 | 18 | 18 | 18 | 18 | 17 | 17 | 18 | 19 |
| Troyes                 | 9  | 11 | 17 | 17 | 18 | 18 | 18 | 19 | 19 | 19 | 20 | 20 | 20 | 20 | 20 | 20 | 20 | 20 | 20 | 20 | 20 | 20 | 20 | 20 | 20 | 20 | 20 | 20 | 20 | 20 | 20 | 20 | 20 | 20 | 20 | 20 | 20 | 20 |

- Notas: 1 Posiciones de Lille y Nantes de la fecha 7 a la 8 con un partido pendiente por el aplazamiento del partido correspondiente a la 7.ª jornada debido a la disputa del Eurobasket 2015 en el Stade Pierre-Mauroy.

- 2 Posiciones de Niza y Nantes de la fecha 9 a la 12 con un partido pendiente por el aplazamiento del partido correspondiente a la 9.ª jornada debido a condiciones climáticas adversas.

- 3 Posiciones de Bastia y Nantes de la fecha 27 a la 29 con un partido pendiente por el aplazamiento del partido correspondiente a la 27.ª jornada.

- 4 Posiciones de Ajaccio y Marsella de la fecha 28 a la 29 con un partido pendiente por el aplazamiento del partido correspondiente a la 28.ª jornada.

- 5 Posiciones de París Saint-Germain y Bordeaux de la fecha 35 a la 36 con un partido pendiente por la final de la Copa de la Liga de Francia 2015-16.

## Resultados
- Los horarios corresponden al huso horario de Francia (Hora central europea): UTC+1 en horario estándar y UTC+2 en horario de verano

### Primera vuelta
| Lille                 | 0 - 1 | París Saint-Germain | Stade Pierre-Mauroy       | 7 de agosto | 20:30 |
| Olympique de Marsella | 0 - 1 | Caen                | Stade Vélodrome           | 8 de agosto | 21:00 |
| Montpellier           | 0 - 2 | Angers              | Stade de la Mosson        | 8 de agosto | 21:00 |
| Nice                  | 1 - 2 | Mónaco              | Allianz Riviera           | 8 de agosto | 21:00 |
| Nantes                | 1 - 0 | Guingamp            | Stade de la Beaujoire     | 8 de agosto | 21:00 |
| Bastia                | 2 - 1 | Stade Rennes        | Stade Armand Cesari       | 8 de agosto | 21:00 |
| Troyes                | 0 - 0 | Gazélec Ajaccio     | Stade de l'Aube           | 8 de agosto | 21:00 |
| Girondins de Burdeos  | 1 - 2 | Stade de Reims      | Stade Bordeaux-Atlantique | 9 de agosto | 17:00 |
| Toulouse              | 2 - 1 | Saint-Étienne       | Stadium Municipal         | 9 de agosto | 17:00 |
| Olympique de Lyon     | 0 - 0 | Lorient             | Stade de Gerland          | 9 de agosto | 21:00 |

| Mónaco              | 0 - 0 | Lille                 | Stade Louis II          | 14 de agosto | 20:30 |
| Saint-Étienne       | 1 - 1 | Girondins de Burdeos  | Stade Geoffroy-Guichard | 15 de agosto | 17:00 |
| Stade Rennes        | 1 - 0 | Montpellier           | Roazhon Park            | 15 de agosto | 20:00 |
| Troyes              | 3 - 3 | Nice                  | Stade de l'Aube         | 15 de agosto | 20:00 |
| Caen                | 1 - 0 | Toulouse              | Stade Michel d'Ornano   | 15 de agosto | 20:00 |
| Guingamp            | 0 - 1 | Olympique de Lyon     | Stade du Roudourou      | 15 de agosto | 20:00 |
| Angers              | 0 - 0 | Nantes                | Stade Jean-Bouin        | 15 de agosto | 20:00 |
| Stade de Reims      | 1 - 0 | Olympique de Marsella | Stade Auguste Delaune   | 16 de agosto | 14:00 |
| Lorient             | 1 - 1 | Bastia                | Stade du Moustoir       | 16 de agosto | 17:00 |
| París Saint-Germain | 2 - 0 | Gazélec Ajaccio       | Parc des Princes        | 16 de agosto | 21:00 |

| Montpellier           | 0 - 1 | París-Saint-Germain  | Stade de la Mosson    | 21 de agosto | 20:30 |
| Olympique de Lyon     | 1 - 2 | Stade Rennes         | Stade de Gerland      | 22 de agosto | 17:00 |
| Nice                  | 2 - 1 | Caen                 | Allianz Riviera       | 22 de agosto | 20:00 |
| Nantes                | 1 - 0 | Stade de Reims       | Stade de la Beaujoire | 22 de agosto | 20:00 |
| Bastia                | 3 - 0 | Guingamp             | Stade Armand Cesari   | 22 de agosto | 20:00 |
| Toulouse              | 1 - 1 | Mónaco               | Stadium Municipal     | 22 de agosto | 20:00 |
| Gazélec Ajaccio       | 0 - 2 | Angers               | Stade Ange Casanova   | 22 de agosto | 20:00 |
| Lille                 | 0 - 0 | Girondins de Burdeos | Stade Pierre-Mauroy   | 23 de agosto | 14:00 |
| Lorient               | 0 - 1 | Saint-Étienne        | Stade du Moustoir     | 23 de agosto | 17:00 |
| Olympique de Marsella | 6 - 0 | Troyes               | Stade Vélodrome       | 23 de agosto | 21:00 |

| Guingamp             | 2 - 0 | Olympique de Marsella | Stade du Roudourou        | 28 de agosto | 20:30 |
| Caen                 | 0 - 4 | Olympique de Lyon     | Stade Michel d'Ornano     | 29 de agosto | 17:00 |
| Stade Rennes         | 3 - 1 | Toulouse              | Roazhon Park              | 29 de agosto | 20:00 |
| Lille                | 1 - 0 | Gazélec Ajaccio       | Stade Pierre-Mauroy       | 29 de agosto | 20:00 |
| Troyes               | 0 - 0 | Montpellier           | Stade de l'Aube           | 29 de agosto | 20:00 |
| Angers               | 1 - 1 | Nice                  | Stade Jean-Bouin          | 29 de agosto | 20:00 |
| Stade de Reims       | 4 - 1 | Lorient               | Stade Auguste Delaune     | 29 de agosto | 20:00 |
| Saint-Étienne        | 2 - 1 | Bastia                | Stade Geoffroy-Guichard   | 30 de agosto | 14:00 |
| Girondins de Burdeos | 2 - 0 | Nantes                | Stade Bordeaux-Atlantique | 30 de agosto | 17:00 |
| Mónaco               | 0 - 3 | París Saint-Germain   | Stade Louis II            | 30 de agosto | 21:00 |

| París Saint-Germain   | 2 - 2 | Girondins de Burdeos | Parc des Princes      | 11 de septiembre | 20:30 |
| Olympique de Lyon     | 0 - 0 | Lille                | Stade de Gerland      | 12 de septiembre | 17:00 |
| Toulouse              | 2 - 2 | Stade de Reims       | Stadium Municipal     | 12 de septiembre | 20:00 |
| Montpellier           | 1 - 2 | Saint-Étienne        | Stade de la Mosson    | 12 de septiembre | 20:00 |
| Nice                  | 0 - 1 | Guingamp             | Allianz Riviera       | 12 de septiembre | 20:00 |
| Lorient               | 3 - 1 | Angers               | Stade du Moustoir     | 12 de septiembre | 20:00 |
| Troyes                | 1 - 3 | Caen                 | Stade de l'Aube       | 12 de septiembre | 20:00 |
| Gazélec Ajaccio       | 0 - 1 | Mónaco               | Stade Ange Casanova   | 13 de septiembre | 14:00 |
| Nantes                | 0 - 2 | Stade Rennes         | Stade de la Beaujoire | 13 de septiembre | 17:00 |
| Olympique de Marsella | 4 - 1 | Bastia               | Stade Vélodrome       | 13 de septiembre | 21:00 |

| Stade Rennes          | 1 - 1 | Lille               | Roazhon Park              | 18 de septiembre | 20:30 |
| Stade de Reims        | 1 - 1 | París Saint-Germain | Stade Auguste Delaune     | 19 de septiembre | 17:00 |
| Caen                  | 2 - 1 | Montpellier         | Stade Michel d'Ornano     | 19 de septiembre | 20:00 |
| Guingamp              | 2 - 1 | Gazélec Ajaccio     | Stade du Roudourou        | 19 de septiembre | 20:00 |
| Angers                | 1 - 0 | Troyes              | Stade Jean-Bouin          | 19 de septiembre | 20:00 |
| Bastia                | 1 - 3 | Nice                | Stade Armand Cesari       | 19 de septiembre | 20:00 |
| Girondins de Burdeos  | 1 - 1 | Toulouse            | Stade Bordeaux-Atlantique | 20 de septiembre | 14:00 |
| Mónaco                | 2 - 3 | Lorient             | Stade Louis II            | 20 de septiembre | 17:00 |
| Saint-Étienne         | 2 - 0 | Nantes              | Stade Geoffroy-Guichard   | 20 de septiembre | 17:00 |
| Olympique de Marsella | 1 - 1 | Olympique de Lyon   | Stade Vélodrome           | 20 de septiembre | 21:00 |

| Angers              | 0 - 0 | Stade de Reims        | Stade Jean-Bouin    | 22 de septiembre | 19:00 |
| París Saint-Germain | 3 - 0 | Guingamp              | Parc des Princes    | 22 de septiembre | 21:00 |
| Troyes              | 0 - 1 | Saint-Étienne         | Stade de l'Aube     | 23 de septiembre | 19:00 |
| Olympique de Lyon   | 2 - 0 | Bastia                | Stade de Gerland    | 23 de septiembre | 19:00 |
| Nice                | 6 - 1 | Girondins de Burdeos  | Allianz Riviera     | 23 de septiembre | 19:00 |
| Lorient             | 2 - 0 | Caen                  | Stade du Moustoir   | 23 de septiembre | 19:00 |
| Gazélec Ajaccio     | 1 - 1 | Stade Rennes          | Stade Ange Casanova | 23 de septiembre | 19:00 |
| Toulouse            | 1 - 1 | Olympique de Marsella | Stadium Municipal   | 23 de septiembre | 21:00 |
| Montpellier         | 2 - 3 | Mónaco                | Stade de la Mosson  | 24 de septiembre | 18:55 |
| Lille               | 0 - 1 | Nantes                | Stade Pierre-Mauroy | 29 de septiembre | 18:30 |

| Stade de Reims        | 1 - 0 | Lille               | Stade Auguste Delaune     | 25 de septiembre | 20:30 |
| Nantes                | 1 - 4 | París Saint-Germain | Stade de la Beaujoire     | 26 de septiembre | 17:30 |
| Stade Rennes          | 1 - 1 | Troyes              | Roazhon Park              | 26 de septiembre | 20:00 |
| Caen                  | 2 - 0 | Gazélec Ajaccio     | Stade Michel d'Ornano     | 26 de septiembre | 20:00 |
| Girondins de Burdeos  | 3 - 1 | Olympique de Lyon   | Stade Bordeaux-Atlantique | 26 de septiembre | 20:00 |
| Bastia                | 3 - 0 | Toulouse            | Stade Armand Cesari       | 26 de septiembre | 20:00 |
| Olympique de Marsella | 1 - 2 | Angers              | Stade Vélodrome           | 27 de septiembre | 14:00 |
| Montpellier           | 2 - 1 | Lorient             | Stade de la Mosson        | 27 de septiembre | 17:00 |
| Guingamp              | 3 - 3 | Mónaco              | Stade du Roudourou        | 27 de septiembre | 17:00 |
| Saint-Étienne         | 1 - 4 | Nice                | Stade Geoffroy-Guichard   | 27 de septiembre | 21:00 |

| Lille               | 2 - 0 | Montpellier           | Stade Pierre-Mauroy   | 2 de octubre   | 20:30 |
| Olympique de Lyon   | 1 - 0 | Stade de Reims        | Stade de Gerland      | 3 de octubre   | 17:30 |
| Troyes              | 0 - 1 | Guingamp              | Stade de l'Aube       | 3 de octubre   | 20:00 |
| Angers              | 1 - 0 | Bastia                | Stade Jean-Bouin      | 3 de octubre   | 20:00 |
| Gazélec Ajaccio     | 2 - 2 | Toulouse              | Stade Ange Casanova   | 3 de octubre   | 20:00 |
| Mónaco              | 1 - 1 | Stade Rennes          | Stade Louis II        | 4 de octubre   | 14:00 |
| Caen                | 1 - 0 | Saint-Étienne         | Stade Michel d'Ornano | 4 de octubre   | 17:00 |
| Lorient             | 3 - 2 | Girondins de Burdeos  | Stade du Moustoir     | 4 de octubre   | 17:00 |
| París Saint-Germain | 2 - 1 | Olympique de Marsella | Parc des Princes      | 4 de octubre   | 21:00 |
| Nice                | 1 - 2 | Nantes                | Allianz Riviera       | 4 de noviembre | 18:30 |

| Mónaco                | 1 - 1 | Olympique de Lyon   | Stade Louis II            | 16 de octubre | 20:30 |
| Bastia                | 0 - 2 | París Saint-Germain | Stade Armand Cesari       | 17 de octubre | 17:00 |
| Guingamp              | 1 - 1 | Lille               | Stade du Roudourou        | 17 de octubre | 20:00 |
| Saint-Étienne         | 2 - 0 | Gazélec Ajaccio     | Stade Geoffroy-Guichard   | 17 de octubre | 20:00 |
| Nantes                | 3 - 0 | Troyes              | Stade de la Beaujoire     | 17 de octubre | 20:00 |
| Toulouse              | 1 - 2 | Angers              | Stadium Municipal         | 17 de octubre | 20:00 |
| Stade de Reims        | 0 - 1 | Caen                | Stade Auguste Delaune     | 17 de octubre | 20:00 |
| Olympique de Marsella | 1 - 1 | Lorient             | Stade Vélodrome           | 18 de octubre | 14:00 |
| Girondins de Burdeos  | 0 - 0 | Montpellier         | Stade Bordeaux-Atlantique | 18 de octubre | 17:00 |
| Stade Rennes          | 1 - 4 | Nice                | Roazhon Park              | 18 de octubre | 21:00 |

| Caen                 | 0 - 2 | Nantes                | Stade Michel d'Ornano     | 23 de octubre | 18:30 |
| Olympique de Lyon    | 3 - 0 | Toulouse              | Stade de Gerland          | 23 de octubre | 20:30 |
| Lorient              | 1 - 1 | Stade Rennes          | Stade du Moustoir         | 24 de octubre | 17:00 |
| Montpellier          | 2 - 0 | Bastia                | Stade de la Mosson        | 24 de octubre | 20:00 |
| Angers               | 0 - 0 | Guingamp              | Stade Jean-Bouin          | 24 de octubre | 20:00 |
| Gazélec Ajaccio      | 3 - 1 | Nice                  | Stade Ange Casanova       | 24 de octubre | 20:00 |
| Stade de Reims       | 0 - 1 | Mónaco                | Stade Auguste Delaune     | 25 de octubre | 14:00 |
| Lille                | 1 - 2 | Olympique de Marsella | Stade Pierre-Mauroy       | 25 de octubre | 17:00 |
| Girondins de Burdeos | 1 - 0 | Troyes                | Stade Bordeaux-Atlantique | 25 de octubre | 17:00 |
| París Saint-Germain  | 4 - 1 | Saint-Étienne         | Parc des Princes          | 25 de octubre | 21:00 |

| Stade Rennes    | 0 - 1 | París Saint-Germain   | Roazhon Park            | 30 de octubre  | 20:30 |
| Saint-Étienne   | 3 - 0 | Stade de Reims        | Stade Geoffroy-Guichard | 31 de octubre  | 17:00 |
| Troyes          | 0 - 1 | Olympique de Lyon     | Stade de l'Aube         | 31 de octubre  | 20:00 |
| Guingamp        | 2 - 2 | Lorient               | Stade du Roudourou      | 31 de octubre  | 20:00 |
| Bastia          | 1 - 0 | Caen                  | Stade Armand Cesari     | 31 de octubre  | 20:00 |
| Toulouse        | 1 - 1 | Montpellier           | Stadium Municipal       | 31 de octubre  | 20:00 |
| Gazélec Ajaccio | 2 - 0 | Girondins de Burdeos  | Stade Ange Casanova     | 31 de octubre  | 20:00 |
| Nice            | 0 - 0 | Lille                 | Allianz Riviera         | 1 de noviembre | 14:00 |
| Mónaco          | 1 - 0 | Angers                | Stade Louis II          | 1 de noviembre | 17:00 |
| Nantes          | 0 - 1 | Olympique de Marsella | Stade de la Beaujoire   | 1 de noviembre | 21:00 |

| Angers                | 0 - 2 | Stade Rennes    | Stade Jean-Bouin          | 6 de noviembre | 20:30 |
| París Saint-Germain   | 5 - 0 | Toulouse        | Parc des Princes          | 7 de noviembre | 17:00 |
| Lille                 | 1 - 1 | Bastia          | Stade Pierre-Mauroy       | 7 de noviembre | 20:00 |
| Caen                  | 2 - 1 | Guingamp        | Stade Michel d'Ornano     | 7 de noviembre | 20:00 |
| Montpellier           | 2 - 1 | Nantes          | Stade de la Mosson        | 7 de noviembre | 20:00 |
| Lorient               | 4 - 1 | Troyes          | Stade du Moustoir         | 7 de noviembre | 20:00 |
| Stade de Reims        | 1 - 2 | Gazélec Ajaccio | Stade Auguste Delaune     | 7 de noviembre | 20:00 |
| Olympique de Marsella | 0 - 1 | Nice            | Stade Vélodrome           | 8 de noviembre | 17:00 |
| Girondins de Burdeos  | 3 - 1 | Mónaco          | Stade Bordeaux-Atlantique | 8 de noviembre | 21:00 |
| Olympique de Lyon     | 3 - 0 | Saint-Étienne   | Stade de Gerland          | 8 de noviembre | 21:00 |

| Nice          | 3 - 0 | Olympique de Lyon     | Allianz Riviera         | 20 de noviembre | 20:30 |
| Lorient       | 1 - 2 | París Saint-Germain   | Stade du Moustoir       | 21 de noviembre | 17:30 |
| Troyes        | 1 - 1 | Lille                 | Stade de l'Aube         | 21 de noviembre | 20:00 |
| Mónaco        | 1 - 0 | Nantes                | Stade Louis II          | 21 de noviembre | 20:00 |
| Montpellier   | 3 - 1 | Stade de Reims        | Stade de la Mosson      | 21 de noviembre | 20:00 |
| Guingamp      | 2 - 0 | Toulouse              | Stade du Roudourou      | 21 de noviembre | 20:00 |
| Caen          | 0 - 0 | Angers                | Stade Michel d'Ornano   | 22 de noviembre | 14:00 |
| Bastia        | 1 - 2 | Gazélec Ajaccio       | Stade Armand Cesari     | 22 de noviembre | 14:00 |
| Stade Rennes  | 2 - 2 | Girondins de Burdeos  | Roazhon Park            | 22 de noviembre | 17:00 |
| Saint-Étienne | 0 - 2 | Olympique de Marsella | Stade Geoffroy-Guichard | 22 de noviembre | 21:00 |

| Olympique de Lyon     | 2 - 4 | Montpellier  | Stade de Gerland          | 27 de noviembre | 20:30 |
| París Saint-Germain   | 4 - 1 | Troyes       | Parc des Princes          | 28 de noviembre | 17:00 |
| Nantes                | 0 - 0 | Bastia       | Stade de la Beaujoire     | 28 de noviembre | 20:00 |
| Angers                | 2 - 0 | Lille        | Stade Jean-Bouin          | 28 de noviembre | 20:00 |
| Toulouse              | 2 - 0 | Nice         | Stadium Municipal         | 28 de noviembre | 20:00 |
| Stade de Reims        | 2 - 2 | Stade Rennes | Stade Auguste Delaune     | 28 de noviembre | 20:00 |
| Gazélec Ajaccio       | 1 - 1 | Lorient      | Stade Ange Casanova       | 28 de noviembre | 20:00 |
| Saint-Étienne         | 3 - 0 | Guingamp     | Stade Geoffroy-Guichard   | 29 de noviembre | 14:00 |
| Girondins de Burdeos  | 1 - 4 | Caen         | Stade Bordeaux-Atlantique | 29 de noviembre | 17:00 |
| Olympique de Marsella | 3 - 3 | Mónaco       | Stade Vélodrome           | 29 de noviembre | 21:00 |

| Lorient      | 0 - 0 | Nice                  | Stade du Moustoir     | 1 de diciembre | 19:00 |
| Angers       | 0 - 0 | París Saint-Germain   | Stade Jean-Bouin      | 1 de diciembre | 19:00 |
| Nantes       | 0 - 0 | Olympique de Lyon     | Stade de la Beaujoire | 1 de diciembre | 21:00 |
| Troyes       | 0 - 3 | Toulouse              | Stade de l'Aube       | 2 de diciembre | 19:00 |
| Mónaco       | 1 - 1 | Caen                  | Stade Louis II        | 2 de diciembre | 19:00 |
| Montpellier  | 0 - 2 | Gazélec Ajaccio       | Stade de la Mosson    | 2 de diciembre | 19:00 |
| Guingamp     | 1 - 2 | Stade de Reims        | Stade du Roudourou    | 2 de diciembre | 19:00 |
| Bastia       | 1 - 0 | Girondins de Burdeos  | Stade Armand Cesari   | 2 de diciembre | 19:00 |
| Lille        | 1 - 0 | Saint-Étienne         | Stade Pierre-Mauroy   | 2 de diciembre | 21:00 |
| Stade Rennes | 0 - 1 | Olympique de Marsella | Roazhon Park          | 3 de diciembre | 21:00 |

| Nice                  | 0 - 3 | París Saint-Germain | Allianz Riviera           | 4 de diciembre | 20:30 |
| Olympique de Lyon     | 0 - 2 | Angers              | Stade de Gerland          | 5 de diciembre | 17:00 |
| Caen                  | 1 - 2 | Lille               | Stade Michel d'Ornano     | 5 de diciembre | 20:00 |
| Bastia                | 1 - 2 | Mónaco              | Stade Armand Cesari       | 5 de diciembre | 20:00 |
| Toulouse              | 2 - 3 | Lorient             | Stadiu Municipal          | 5 de diciembre | 20:00 |
| Stade de Reims        | 1 - 1 | Troyes              | Stade Auguste Delaune     | 5 de diciembre | 20:00 |
| Gazélec Ajaccio       | 1 - 1 | Nantes              | Stade Ange Casanova       | 5 de diciembre | 20:00 |
| Olympique de Marsella | 2 - 2 | Montpellier         | Stade Vélodrome           | 6 de diciembre | 14:00 |
| Girondins de Burdeos  | 1 - 0 | Guingamp            | Stade Bordeaux-Atlantique | 6 de diciembre | 17:00 |
| Saint-Étienne         | 1 - 1 | Stade Rennes        | Stade Geoffroy-Guichard   | 6 de diciembre | 21:00 |

| Stade Rennes          | 1 - 1 | Caen                 | Roazhon Park          | 11 de diciembre | 20:30 |
| Stade de Reims        | 1 - 1 | Nice                 | Stade Auguste Delaune | 12 de diciembre | 16:00 |
| Lille                 | 3 - 0 | Lorient              | Stade Pierre-Mauroy   | 12 de diciembre | 20:00 |
| Troyes                | 1 - 1 | Bastia               | Stade de l'Aube       | 12 de diciembre | 20:00 |
| Montpellier           | 2 - 1 | Guingamp             | Stade de la Mosson    | 12 de diciembre | 20:00 |
| Nantes                | 1 - 1 | Toulouse             | Stade de la Beaujoire | 12 de diciembre | 20:00 |
| Mónaco                | 1 - 0 | Saint-Étienne        | Stade Louis II        | 13 de diciembre | 14:00 |
| Olympique de Marsella | 1 - 1 | Gazélec Ajaccio      | Stade Vélodrome       | 13 de diciembre | 17:00 |
| Angers                | 1 - 1 | Girondins de Burdeos | Stade Jean-Bouin      | 13 de diciembre | 17:00 |
| París Saint-Germain   | 5 - 1 | Olympique de Lyon    | Parc des Princes      | 13 de diciembre | 21:00 |

| Nice                 | 1 - 0 | Montpellier           | Allianz Riviera           | 18 de diciembre | 20:30 |
| Caen                 | 0 - 3 | París Saint-Germain   | Stade Michel d'Ornano     | 19 de diciembre | 17:00 |
| Troyes               | 0 - 0 | Mónaco                | Stade de l'Aube           | 19 de diciembre | 20:00 |
| Guingamp             | 0 - 2 | Stade Rennes          | Stade du Roudourou        | 19 de diciembre | 20:00 |
| Lorient              | 0 - 0 | Nantes                | Stade du Moustoir         | 19 de diciembre | 20:00 |
| Bastia               | 2 - 0 | Stade de Reims        | Stade Armand Cesari       | 19 de diciembre | 20:00 |
| Toulouse             | 1 - 1 | Lille                 | Stadium Municipal         | 19 de diciembre | 20:00 |
| Saint-Étienne        | 1 - 0 | Angers                | Stade Geoffroy-Guichard   | 20 de diciembre | 14:00 |
| Gazélec Ajaccio      | 2 - 1 | Olympique de Lyon     | Stade Ange Casanova       | 20 de diciembre | 17:00 |
| Girondins de Burdeos | 1 - 1 | Olympique de Marsella | Stade Bordeaux-Atlantique | 20 de diciembre | 21:00 |

### Segunda vuelta
| París Saint-Germain   | 2 - 0 | Bastia               | Parc des Princes      | 8 de enero  | 20:30 |
| Olympique de Lyon     | 4 - 1 | Troyes               | Parc OL               | 9 de enero  | 17:00 |
| Stade Rennes          | 2 - 2 | Lorient              | Roazhon Park          | 9 de enero  | 20:00 |
| Mónaco                | 2 - 2 | Gazélec Ajaccio      | Stade Louis II        | 9 de enero  | 20:00 |
| Montpellier           | 0 - 1 | Girondins de Burdeos | Stade de la Mosson    | 9 de enero  | 20:00 |
| Angers                | 2 - 0 | Caen                 | Stade Jean-Bouin      | 9 de enero  | 20:00 |
| Stade de Reims        | 1 - 3 | Toulouse             | Stade Auguste Delaune | 9 de enero  | 20:00 |
| Nantes                | 2 - 1 | Saint-Étienne        | Stade de la Beaujoire | 10 de enero | 14:00 |
| Lille                 | 1 - 1 | Nice                 | Stade Pierre-Mauroy   | 10 de enero | 17:00 |
| Olympique de Marsella | 0 - 0 | Guingamp             | Stade Vélodrome       | 10 de enero | 21:00 |

| Nice                 | 2 - 1 | Angers                | Allianz Riviera           | 15 de enero | 20:30 |
| Toulouse             | 0 - 1 | París Saint-Germain   | Stade de Gerland          | 16 de enero | 17:00 |
| Troyes               | 2 - 4 | Stade Rennes          | Stade de l'Aube           | 16 de enero | 20:00 |
| Guingamp             | 2 - 2 | Nantes                | Stade du Roudourou        | 16 de enero | 20:00 |
| Girondins de Burdeos | 1 - 0 | Lille                 | Stade Bordeaux-Atlantique | 16 de enero | 20:00 |
| Bastia               | 1 - 0 | Montpellier           | Stade Armand Cesari       | 16 de enero | 20:00 |
| Gazélec Ajaccio      | 2 - 2 | Stade de Reims        | Stade Ange Casanova       | 16 de enero | 20:00 |
| Lorient              | 0 - 2 | Mónaco                | Stade du Moustoir         | 17 de enero | 14:00 |
| Caen                 | 1 - 3 | Olympique de Marsella | Stade Michel d'Ornano     | 17 de enero | 17:00 |
| Saint-Étienne        | 1 - 0 | Olympique de Lyon     | Stade Geoffroy-Guichard   | 17 de enero | 21:00 |

| Stade Rennes        | 1 - 0 | Gazélec Ajaccio       | Roazhon Park          | 22 de enero | 20:30 |
| París Saint-Germain | 5 - 1 | Angers                | Parc des Princes      | 23 de enero | 17:00 |
| Lille               | 1 - 3 | Troyes                | Stade Pierre-Mauroy   | 23 de enero | 20:00 |
| Montpellier         | 1 - 2 | Caen                  | Stade de la Mosson    | 23 de enero | 20:00 |
| Guingamp            | 1 - 0 | Bastia                | Stade du Roudourou    | 23 de enero | 20:00 |
| Nice                | 2 - 1 | Lorient               | Allianz Riviera       | 23 de enero | 20:00 |
| Nantes              | 2 - 2 | Girondins de Burdeos  | Stade de la Beaujoire | 23 de enero | 20:00 |
| Mónaco              | 4 - 0 | Toulouse              | Stade Louis II        | 24 de enero | 14:00 |
| Stade de Reims      | 1 - 1 | Saint-Étienne         | Stade Auguste Delaune | 24 de enero | 17:00 |
| Olympique de Lyon   | 1 - 1 | Olympique de Marsella | Parc OL               | 24 de enero | 21:00 |

| Olympique de Marsella | 1 - 1 | Lille               | Stade Vélodrome           | 29 de enero | 20:30 |
| Angers                | 3 - 0 | Mónaco              | Stade Jean-Bouin          | 30 de enero | 17:00 |
| Troyes                | 0 - 1 | Nantes              | Stade de l'Aube           | 30 de enero | 20:00 |
| Lorient               | 2 - 0 | Stade de Reims      | Stade du Moustoir         | 30 de enero | 20:00 |
| Bastia                | 1 - 0 | Olympique de Lyon   | Stade Armand Cesari       | 30 de enero | 20:00 |
| Toulouse              | 1 - 2 | Guingamp            | Stadium Municipal         | 30 de enero | 20:00 |
| Gazélec Ajaccio       | 0 - 4 | Montpellier         | Stade Ange Casanova       | 30 de enero | 20:00 |
| Caen                  | 2 - 0 | Nice                | Stade Michel d'Ornano     | 31 de enero | 14:00 |
| Girondins de Burdeos  | 4 - 0 | Stade Rennes        | Stade Bordeaux-Atlantique | 31 de enero | 17:00 |
| Saint-Étienne         | 0 - 2 | París Saint-Germain | Stade Geoffroy-Guichard   | 31 de enero | 21:00 |

| Mónaco              | 2 - 0 | Bastia                | Stade Louis II        | 2 de febrero | 19:00 |
| Montpellier         | 0 - 1 | Olympique de Marsella | Stade de la Mosson    | 2 de febrero | 21:00 |
| Lille               | 1 - 0 | Caen                  | Stade Pierre-Mauroy   | 3 de febrero | 19:00 |
| Olympique de Lyon   | 3 - 0 | Girondins de Burdeos  | Parc OL               | 3 de febrero | 19:00 |
| Guingamp            | 4 - 0 | Troyes                | Stade du Roudourou    | 3 de febrero | 19:00 |
| Nice                | 1 - 0 | Toulouse              | Allianz Riviera       | 3 de febrero | 19:00 |
| Nantes              | 3 - 1 | Gazélec Ajaccio       | Stade de la Beaujoire | 3 de febrero | 19:00 |
| Stade de Reims      | 2 - 1 | Angers                | Stade Auguste Delaune | 3 de febrero | 19:00 |
| París Saint-Germain | 3 - 1 | Lorient               | Parc des Princes      | 3 de febrero | 21:00 |
| Stade Rennes        | 0 - 1 | Saint-Étienne         | Roazhon Park          | 4 de febrero | 21:00 |

| Mónaco                | 1 - 0 | Nice                | Stade Louis II            | 6 de febrero | 14:00 |
| Angers                | 0 - 3 | Olympique de Lyon   | Stade Jean-Bouin          | 6 de febrero | 17:00 |
| Caen                  | 0 - 2 | Stade de Reims      | Stade Michel d'Ornano     | 6 de febrero | 20:00 |
| Lorient               | 1 - 1 | Montpellier         | Stade du Moustoir         | 6 de febrero | 20:00 |
| Bastia                | 2 - 0 | Troyes              | Stade Armand Cesari       | 6 de febrero | 20:00 |
| Toulouse              | 0 - 0 | Nantes              | Stadium Municipal         | 6 de febrero | 20:00 |
| Gazélec Ajaccio       | 0 - 0 | Guingamp            | Stade Jean-Bouin          | 6 de febrero | 20:00 |
| Lille                 | 1 - 1 | Stade Rennes        | Stade Pierre-Mauroy       | 7 de febrero | 14:00 |
| Girondins de Burdeos  | 1 - 4 | Saint-Étienne       | Stade Bordeaux-Atlantique | 7 de febrero | 17:00 |
| Olympique de Marsella | 1 - 2 | París Saint-Germain | Stade Vélodrome           | 7 de febrero | 21:00 |

| Stade Rennes        | 1 - 0 | Angers                | Roazhon Park            | 12 de febrero | 20:30 |
| París Saint-Germain | 0 - 0 | Lille                 | Parc des Princes        | 13 de febrero | 17:00 |
| Gazélec Ajaccio     | 2 - 3 | Troyes                | Stade Ange Casanova     | 13 de febrero | 20:00 |
| Montpellier         | 2 - 0 | Toulouse              | Stade de la Mosson      | 13 de febrero | 20:00 |
| Guingamp            | 2 - 4 | Girondins de Burdeos  | Stade du Roudourou      | 13 de febrero | 20:00 |
| Nantes              | 2 - 1 | Lorient               | Stade de la Beaujoire   | 13 de febrero | 20:00 |
| Stade de Reims      | 0 - 1 | Bastia                | Stade Auguste Delaune   | 13 de febrero | 20:00 |
| Olympique de Lyon   | 4 - 1 | Caen                  | Parc OL                 | 14 de febrero | 14:00 |
| Saint-Étienne       | 1 - 1 | Mónaco                | Stade Geoffroy-Guichard | 14 de febrero | 17:00 |
| Nice                | 1 - 1 | Olympique de Marsella | Allianz Riviera         | 14 de febrero | 21:00 |

| Girondins de Burdeos  | 0 - 0 | Nice              | Stade Bordeaux-Atlantique | 19 de febrero | 20:30 |
| París Saint-Germain   | 4 - 1 | Stade de Reims    | Parc des Princes          | 20 de febrero | 17:00 |
| Mónaco                | 3 - 1 | Troyes            | Stade Louis II            | 20 de febrero | 20:00 |
| Lorient               | 4 - 3 | Guingamp          | Stade du Moustoir         | 20 de febrero | 20:00 |
| Angers                | 2 - 3 | Montpellier       | Stade Jean-Bouin          | 20 de febrero | 20:00 |
| Toulouse              | 1 - 1 | Gazélec Ajaccio   | Stadium Municipal         | 20 de febrero | 20:00 |
| Olympique de Marsella | 1 - 1 | Saint-Étienne     | Stade Vélodrome           | 21 de febrero | 14:00 |
| Caen                  | 1 - 0 | Stade Rennes      | Stade Michel d'Ornano     | 21 de febrero | 17:00 |
| Lille                 | 1 - 0 | Olympique de Lyon | Stade Pierre-Mauroy       | 21 de febrero | 21:00 |
| Bastia                | 0 - 0 | Nantes            | Stade Armand Cesari       | 9 de marzo    | 18:30 |

| Nice              | 0 - 2 | Bastia                | Allianz Riviera         | 26 de febrero | 20:30 |
| Montpellier       | 3 - 0 | Lille                 | Stade de la Mosson      | 27 de febrero | 17:00 |
| Troyes            | 0 - 1 | Lorient               | Stade de l'Aube         | 27 de febrero | 20:00 |
| Guingamp          | 2 - 2 | Angers                | Stade du Roudourou      | 27 de febrero | 20:00 |
| Toulouse          | 1 - 2 | Stade Rennes          | Stadium Municipal       | 27 de febrero | 20:00 |
| Stade de Reims    | 4 - 1 | Girondins de Burdeos  | Stade Auguste Delaune   | 27 de febrero | 20:00 |
| Nantes            | 0 - 0 | Mónaco                | Stade de la Beaujoire   | 28 de febrero | 14:00 |
| Saint-Étienne     | 1 - 2 | Caen                  | Stade Geoffroy-Guichard | 28 de febrero | 17:00 |
| Olympique de Lyon | 2 - 1 | París Saint-Germain   | Parc OL                 | 28 de febrero | 21:00 |
| Gazélec Ajaccio   | 1 - 1 | Olympique de Marsella | Stade Ange Casanova     | 9 de marzo    | 18:30 |

| Caen                  | 2 - 2 | Mónaco          | Stade Michel d'Ornano     | 4 de marzo | 20:30 |
| París Saint-Germain   | 0 - 0 | Montpellier     | Parc des Princes          | 5 de marzo | 17:00 |
| Lille                 | 2 - 0 | Stade de Reims  | Stade Pierre-Mauroy       | 5 de marzo | 20:00 |
| Nice                  | 2 - 1 | Troyes          | Allianz Riviera           | 5 de marzo | 20:00 |
| Girondins de Burdeos  | 1 - 1 | Gazélec Ajaccio | Stade Bordeaux-Atlantique | 5 de marzo | 20:00 |
| Angers                | 0 - 0 | Saint-Étienne   | Stade Jean-Bouin          | 5 de marzo | 20:00 |
| Bastia                | 0 - 0 | Lorient         | Stade Armand Cesari       | 5 de marzo | 20:00 |
| Olympique de Marsella | 1 - 1 | Toulouse        | Stade Vélodrome           | 6 de marzo | 14:00 |
| Stade Rennes          | 4 - 1 | Nantes          | Roazhon Park              | 6 de marzo | 17:00 |
| Olympique de Lyon     | 5 - 1 | Guingamp        | Parc OL                   | 6 de marzo | 21:00 |

| Mónaco          | 2 - 2 | Stade de Reims          | Stade Louis II        | 11 de marzo | 20:30 |
| Lorient         | 1 - 1 | Olympique de Marsella   | Stade du Moustoir     | 12 de marzo | 17:00 |
| Montpellier     | 0 - 2 | Nice                    | Stade de la Mosson    | 12 de marzo | 20:00 |
| Guingamp        | 2 - 0 | Saint-Étienne           | Stade du Roudourou    | 12 de marzo | 20:00 |
| Bastia          | 1 - 2 | Lille                   | Stade Armand Cesari   | 12 de marzo | 20:00 |
| Toulouse        | 4 - 0 | Girondins de Burdeos    | Stadium Municipal     | 12 de marzo | 20:00 |
| Gazélec Ajaccio | 1 - 0 | Caen                    | Stade Ange Casanova   | 12 de marzo | 20:00 |
| Troyes          | 0 - 9 | París Saint-Germain (C) | Stade de l'Aube       | 13 de marzo | 14:00 |
| Nantes          | 2 - 0 | Angers                  | Stade de la Beaujoire | 13 de marzo | 17:00 |
| Stade Rennes    | 2 - 2 | Olympique de Lyon       | Roazhon Park          | 13 de marzo | 21:00 |

| Olympique de Marsella | 2 - 5 | Stade Rennes    | Stade Vélodrome           | 18 de marzo | 20:30 |
| Saint-Étienne         | 3 - 0 | Montpellier     | Stade Geoffroy-Guichard   | 19 de marzo | 17:00 |
| Lille                 | 1 - 0 | Toulouse        | Stade Pierre-Mauroy       | 19 de marzo | 20:00 |
| Caen                  | 2 - 1 | Troyes          | Stade Michel d'Ornano     | 19 de marzo | 20:00 |
| Angers                | 5 - 1 | Lorient         | Stade Jean-Bouin          | 19 de marzo | 20:00 |
| Stade de Reims        | 0 - 1 | Guingamp        | Stade Auguste Delaune     | 19 de marzo | 20:00 |
| Olympique de Lyon     | 2 - 0 | Nantes          | Parc OL                   | 19 de marzo | 21:00 |
| Girondins de Burdeos  | 1 - 1 | Bastia          | Stade Bordeaux-Atlantique | 20 de marzo | 14:00 |
| Nice                  | 3 - 0 | Gazélec Ajaccio | Allianz Riviera           | 20 de marzo | 17:00 |
| París Saint-Germain   | 0 - 2 | Mónaco          | Parc des Princes          | 20 de marzo | 21:00 |

| Mónaco              | 1 - 2 | Girondins de Burdeos  | Stade Louis II        | 1 de abril | 20:30 |
| París Saint-Germain | 4 - 1 | Nice                  | Parc des Princes      | 2 de abril | 17:00 |
| Stade Rennes        | 3 - 1 | Stade de Reims        | Roazhon Park          | 2 de abril | 20:00 |
| Troyes              | 0 - 1 | Angers                | Stade de l'Aube       | 2 de abril | 20:00 |
| Guingamp            | 2 - 2 | Montpellier           | Stade du Roudourou    | 2 de abril | 20:00 |
| Toulouse            | 2 - 0 | Caen                  | Stadium Municipal     | 2 de abril | 20:00 |
| Gazélec Ajaccio     | 0 - 2 | Saint-Étienne         | Stade Ange Casanova   | 2 de abril | 20:00 |
| Nantes              | 0 - 3 | Lille                 | Stade de la Beaujoire | 3 de abril | 14:00 |
| Bastia              | 2 - 1 | Olympique de Marsella | Stade Armand Cesari   | 3 de abril | 17:00 |
| Lorient             | 1 - 3 | Olympique de Lyon     | Stade du Moustoir     | 3 de abril | 21:00 |

| Montpellier           | 0 - 2 | Olympique de Lyon    | Stade de la Mosson      | 8 de abril  | 20:30 |
| Guingamp              | 0 - 2 | París Saint-Germain  | Stade du Roudourou      | 9 de abril  | 17:00 |
| Caen                  | 1 - 2 | Lorient              | Stade Michel d'Ornano   | 9 de abril  | 20:00 |
| Saint-Étienne         | 1 - 0 | Troyes               | Stade Geoffroy-Guichard | 9 de abril  | 20:00 |
| Angers                | 0 - 0 | Gazélec Ajaccio      | Stade Jean-Bouin        | 9 de abril  | 20:00 |
| Toulouse              | 4 - 0 | Bastia               | Stadium Municipal       | 9 de abril  | 20:00 |
| Stade de Reims        | 2 - 1 | Nantes               | Stade Auguste Delaune   | 9 de abril  | 20:00 |
| Lille                 | 4 - 1 | Mónaco               | Stade Pierre-Mauroy     | 10 de abril | 14:00 |
| Nice                  | 3 - 0 | Stade Rennes         | Allianz Riviera         | 10 de abril | 17:00 |
| Olympique de Marsella | 0 - 0 | Girondins de Burdeos | Stade Vélodrome         | 10 de abril | 21:00 |

| Olympique de Lyon    | 1 - 1 | Nice                  | Parc OL                   | 15 de abril | 20:30 |
| París Saint-Germain  | 6 - 0 | Caen                  | Parc des Princes          | 16 de abril | 17:00 |
| Troyes               | 2 - 1 | Stade de Reims        | Stade de l'Aube           | 16 de abril | 20:00 |
| Girondins de Burdeos | 1 - 3 | Angers                | Stade Bordeaux-Atlantique | 16 de abril | 20:00 |
| Lorient              | 1 - 1 | Toulouse              | Stade du Moustoir         | 16 de abril | 20:00 |
| Bastia               | 0 - 1 | Saint-Étienne         | Stade Armand Cesari       | 16 de abril | 20:00 |
| Gazélec Ajaccio      | 2 - 4 | Lille                 | Stade Ange Casanova       | 16 de abril | 20:00 |
| Nantes               | 0 - 2 | Montpellier           | Stade de la Beaujoire     | 17 de abril | 14:00 |
| Stade Rennes         | 0 - 3 | Guingamp              | Roazhon Park              | 17 de abril | 17:00 |
| Mónaco               | 2 - 1 | Olympique de Marsella | Stade Louis II            | 17 de abril | 21:00 |

| Nice                  | 2 - 0 | Stade de Reims      | Allianz Riviera           | 22 de abril | 20:30 |
| Toulouse              | 2 - 3 | Olympique de Lyon   | Stadium Municipal         | 23 de abril | 17:30 |
| Olympique de Marsella | 1 - 1 | Nantes              | Stade Vélodrome           | 24 de abril | 14:00 |
| Montpellier           | 4 - 1 | Troyes              | Stade de la Mosson        | 24 de abril | 17:00 |
| Guingamp              | 1 - 1 | Caen                | Stade du Roudourou        | 24 de abril | 17:00 |
| Saint-Étienne         | 2 - 0 | Lorient             | Stade Geoffroy-Guichard   | 24 de abril | 17:00 |
| Gazélec Ajaccio       | 3 - 2 | Bastia              | Stade Ange Casanova       | 24 de abril | 17:00 |
| Stade Rennes          | 1 - 1 | Mónaco              | Roazhon Park              | 24 de abril | 17:00 |
| Lille                 | 0 - 0 | Angers              | Stade Pierre-Mauroy       | 27 de abril | 18:30 |
| Girondins de Burdeos  | 1 - 1 | París Saint-Germain | Stade Bordeaux-Atlantique | 11 de mayo  | 20:30 |

| París Saint-Germain | 4 - 0 | Stade Rennes          | Parc des Princes        | 29 de abril | 20:30 |
| Nantes              | 1 - 0 | Nice                  | Stade de la Beaujoire   | 30 de abril | 14:00 |
| Saint-Étienne       | 0 - 0 | Toulouse              | Stade Geoffroy-Guichard | 30 de abril | 17:00 |
| Troyes              | 2 - 4 | Girondins de Burdeos  | Stade de l'Aube         | 30 de abril | 19:00 |
| Caen                | 0 - 0 | Bastia                | Stade Michel d'Ornano   | 30 de abril | 19:00 |
| Mónaco              | 3 - 2 | Guingamp              | Stade Louis II          | 30 de abril | 19:00 |
| Lorient             | 0 - 1 | Lille                 | Stade du Moustoir       | 30 de abril | 19:00 |
| Stade de Reims      | 2 - 3 | Montpellier           | Stade Auguste Delaune   | 30 de abril | 19:00 |
| Olympique de Lyon   | 2 - 1 | Gazélec Ajaccio       | Parc OL                 | 30 de abril | 21:00 |
| Angers              | 0 - 1 | Olympique de Marsella | Stade Jean-Bouin        | 1 de mayo   | 17:00 |

| Lille                 | 0 - 0 | Guingamp            | Stade Pierre-Mauroy       | 7 de mayo | 21:00 |
| Olympique de Lyon     | 6 - 1 | Mónaco              | Parc OL                   | 7 de mayo | 21:00 |
| Olympique de Marsella | 1 - 0 | Stade de Reims      | Stade Vélodrome           | 7 de mayo | 21:00 |
| Montpellier           | 2 - 0 | Stade Rennes        | Stade de la Mosson        | 7 de mayo | 21:00 |
| Nice                  | 2 - 0 | Saint-Étienne       | Allianz Riviera           | 7 de mayo | 21:00 |
| Girondins de Burdeos  | 3 - 0 | Lorient             | Stade Bordeaux-Atlantique | 7 de mayo | 21:00 |
| Nantes                | 1 - 2 | Caen                | Stade de la Beaujoire     | 7 de mayo | 21:00 |
| Bastia                | 1 - 0 | Angers              | Stade Armand Cesari       | 7 de mayo | 21:00 |
| Toulouse              | 1 - 0 | Troyes              | Stadium Municipal         | 7 de mayo | 21:00 |
| Gazélec Ajaccio       | 0 - 4 | París Saint-Germain | Stade Ange Casanova       | 7 de mayo | 21:00 |

| Stade Rennes        | 1 - 2 | Bastia                | Roazhon Park            | 14 de mayo | 21:00 |
| Troyes              | 1 - 1 | Olympique de Marsella | Stade de l'Aube         | 14 de mayo | 21:00 |
| Caen                | 1 - 0 | Girondins de Burdeos  | Stade Michel d'Ornano   | 14 de mayo | 21:00 |
| Mónaco              | 2 - 0 | Montpellier           | Stade Louis II          | 14 de mayo | 21:00 |
| Guingamp            | 2 - 3 | Nice                  | Stade du Roudourou      | 14 de mayo | 21:00 |
| Saint-Étienne       | 0 - 1 | Lille                 | Stade Geoffroy Guichard | 14 de mayo | 21:00 |
| París Saint-Germain | 4 - 0 | Nantes                | Parc des Princes        | 14 de mayo | 21:00 |
| Lorient             | 1 - 0 | Gazélec Ajaccio       | Stade du Moustoir       | 14 de mayo | 21:00 |
| Angers              | 2 - 3 | Toulouse              | Stade Jean-Bouin        | 14 de mayo | 21:00 |
| Stade de Reims      | 4 - 1 | Olympique de Lyon     | Stade Auguste Delaune   | 14 de mayo | 21:00 |

## Estadísticas
| Zlatan Ibrahimović                       | París Saint-Germain   | 38 | 31 | 5 | 1.23 |
| Alexandre Lacazette                      | Olympique Lyon        | 21 | 34 | 2 | 0.62 |
| Edinson Cavani                           | París Saint-Germain   | 19 | 32 | 0 | 0.59 |
| Hatem Ben Arfa                           | OGC Niza              | 17 | 34 | 5 | 0.5  |
| Wissam Ben Yedder                        | Toulouse              | 17 | 35 | 2 | 0.49 |
| Michy Batshuayi                          | Olympique de Marsella | 17 | 36 | 2 | 0.47 |
| Valère Germain                           | OGC Niza              | 14 | 38 | 0 | 0.37 |
| Benjamin Moukandjo                       | FC Lorient            | 13 | 31 | 5 | 0.42 |
| Ousmane Dembélé                          | Stade Rennais         | 12 | 26 | 1 | 0.46 |
| Andy Delort                              | SM Caen               | 12 | 36 | 2 | 0.33 |
| Abdul Waris                              | Lorient               | 11 | 21 | 2 | 0.52 |
| Sofiane Boufal                           | Lille                 | 11 | 29 | 2 | 0.38 |
| Martin Braithwaite                       | Toulouse              | 11 | 36 | 2 | 0.31 |
| Última actualización: 14 de mayo de 2016 |                       |    |    |   |      |

| Ángel Di María                           | París Saint-Germain   | 18 | 29 |
| Zlatan Ibrahimović                       | París Saint-Germain   | 13 | 31 |
| Ryad Boudebouz                           | Montpellier           | 12 | 38 |
| Nabil Dirar                              | Mónaco                | 9  | 20 |
| Michy Batshuayi                          | Olympique de Marsella | 9  | 36 |
| Nicolas de Préville                      | Stade de Reims        | 9  | 36 |
| Rachid Ghezzal                           | Olympique Lyon        | 8  | 29 |
| Julien Féret                             | SM Caen               | 8  | 38 |
| Giovanni Sio                             | Stade Rennais         | 7  | 34 |
| Jimmy Briand                             | Guingamp              | 7  | 35 |
| Billy Ketkeophomphone                    | Angers                | 7  | 35 |
| Última actualización: 14 de mayo de 2016 |                       |    |    |

## Datos y más estadísticas

### Récords de goles
- Primer gol de la temporada: Anotado por Lucas Moura, para el París Saint-Germain contra el Lille (7 de agosto de 2015).
- Último gol de la temporada:
- Gol más rápido: Anotado en el minuto 1 por Grégory Pujol en el GFCO Ajaccio 3 - 1 Niza (24 de octubre de 2015).
- Gol más cercano al final del encuentro: Anotado en el minuto 95 por Fabinho en el Montpellier 2 - 3 Monaco (24 de septiembre de 2015).

#### Tripletas o pókers
Aquí se encuentra la lista de tripletas o hat-tricks y póker de goles (en general, tres o más goles anotados por un jugador en un mismo encuentro) convertidos en la temporada.
| Fecha     | Jugador             | Goles                 | Local               | Resultado | Visitante           | Jornada    |
| --------- | ------------------- | --------------------- | ------------------- | --------- | ------------------- | ---------- |
| 29/8/2015 | Nabil Fekir         | 18' · 44' · 57'       | Caen                | 0 - 4     | Olympique de Lyon   | Jornada 4  |
| 8/11/2015 | Alexandre Lacazette | 41' · 59' · 90+3'     | Olympique de Lyon   | 3 - 0     | Saint-Étienne       | Jornada 13 |
| 9/1/2016  | Wissam Ben Yedder   | 51' · 66' · 90'       | Stade de Reims      | 1 - 3     | Toulouse            | Jornada 20 |
| 6/3/2016  | Ousmane Dembélé     | 1' · 23' · 45'        | Stade Rennais       | 4 - 1     | Nantes              | Jornada 29 |
| 13/3/2016 | Zlatan Ibrahimović  | 46' · 52' · 55' · 88' | Troyes              | 0 - 9     | París Saint-Germain | Jornada 30 |
| 2/4/2016  | Zlatan Ibrahimović  | 15' · 34' · 82'       | París Saint-Germain | 4 - 1     | OGC Niza            | Jornada 32 |
| 10/4/2016 | Hatem Ben Arfa      | 33'(p) · 41' · 56'    | Niza                | 3 - 0     | Stade Rennais       | Jornada 33 |
| 16/4/2016 | Sofiane Boufal      | 19' · 74' · 85'       | Ajaccio             | 2 - 4     | Lille               | Jornada 34 |
| 7/5/2016  | Edinson Cavani      | 13' · 49' · 58'       | Ajaccio             | 0 - 4     | París Saint-Germain | Jornada 37 |
| 7/5/2016  | Alexandre Lacazette | 8' · 35' · 80'        | Olympique de Lyon   | 6 - 1     | Mónaco              | Jornada 37 |

## Premios

### Mejor jugador del mes
| Mes  | Jugador            | Equipo                | Ref.   |
| ---- | ------------------ | --------------------- | ------ |
| Sep. | Lassana Diarra     | Olympique de Marsella | [ 65 ] |
| Oct. | Michy Batshuayi    | Olympique de Marsella | [ 66 ] |
| Nov. | Zlatan Ibrahimović | París Saint-Germain   | [ 67 ] |
| Dic. | Ángel Di María     | París Saint-Germain   | [ 68 ] |
| Ene. | Hatem Ben Arfa     | OGC Niza              | [ 69 ] |
| Feb. | Guillaume Gillet   | FC Nantes             | [ 70 ] |
| Mar. | Ousmane Dembélé    | Stade Rennes          | [ 71 ] |
| Abr. | Sofiane Boufal     | Lille OSC             | [ 72 ] |

### Trofeos UNFP
- Mejor jugador:  Zlatan Ibrahimović (París Saint-Germain)
- Mejor portero:  Steve Mandanda (Olympique de Marsella)
- Mejor jugador joven:  Ousmane Dembélé (Stade Rennes)
- Mejor entrenador:  Laurent Blanc (París Saint-Germain)
- Gol más bonito:  Pierrick Capelle contra el Guingamp

- Equipo Ideal de la Liga:

| Portero        | Defensores                                   | Mediocampistas                               | Delanteros                                       |
| -------------- | -------------------------------------------- | -------------------------------------------- | ------------------------------------------------ |
| Steve Mandanda | Serge Aurier Thiago Silva David Luiz Maxwell | Marco Verratti Lassana Diarra Blaise Matuidi | Ángel Di María Zlatan Ibrahimović Hatem Ben Arfa |

## Fichajes

### Fichajes más caros del mercado de verano
| Pos. | Jugador                          | Club de destino            | Club de origen       | Precio (€) | Ref.   |
| ---- | -------------------------------- | -------------------------- | -------------------- | ---------- | ------ |
| 1.º  | Ángel Di María                   | París Saint-Germain        | Manchester United    | 63.000.000 | [ 73 ] |
| 2.º  | Adama Noss Traoré Ivan Cavaleiro | Mónaco                     | Lille Benfica        | 14.000.000 |        |
| 4.º  | Serge Aurier Guido Carrillo      | París Saint-Germain Mónaco | Toulouse Estudiantes | 10.000.000 |        |
| 6.º  | Kevin Trapp                      | París Saint-Germain        | Eintracht Frankfurt  | 9.500.000  | [ 74 ] |
| 7.º  | Benjamin Stambouli               | París Saint-Germain        | Tottenham Hotspur    | 8.600.000  |        |
| 8.º  | Lucas Ocampos                    | Olympique de Marsella      | Mónaco               | 7.000.000  |        |